# Abbasiden-Expeditionen nach Ostafrika
Bei den zwei bis drei Abbasiden-Expeditionen nach Ostafrika, die im spätarabischen Buch der Zandsch erwähnt werden, sollen die Abbasiden-Kalifen al-Manṣūr (754–775), Hārūn al-Rashīd (786–809) und al-Maʾmūn (813–833) Bestrafungsfeldzüge in die islamisierten Stadtstaaten der somalischen Küste geschickt und dort Statthalter eingesetzt haben. Das Buch der Zandsch ist in keiner Abschrift vor dem 20. Jahrhundert überliefert, weshalb seine historische Zuverlässigkeit für die frühe islamische Periode mehr als fraglich ist.
Der aus dem 9. Jahrhundert stammende Schriftsteller al-Jāḥiẓ berichtet von einer omanischen Expedition nach Ostafrika im späten 7. Jahrhundert, die jedoch niedergeschlagen wurde. Dem Buch der Zandsch zufolge kam der Islam in den Jahren 694–695 während der Herrschaft des Umayyaden-Kalifen Marwān I. nach Mogadischu und Kilwa. (a) Sowohl das Buch der Zandsch als auch die Patechronik, die die Ankunft der syrischen Muslime etwas später, in den Jahren 696–697, ansiedelt, führen sie auf die Initiative des Kalifen zurück. Die Küstenbewohner nahmen den Islam an und erklärten sich bereit, das Kharāj an die Kalifen zu zahlen. Die Abbasiden, die im Jahr 750 die Macht von den Umayyaden übernahmen, schickten 765–766 einen Abgesandten, Yahya ibn ʿUmar al-ʿAnazī, in die ostafrikanischen Städte. Die Sultane von Mogadischu, Mārka, Barāwa, Faza, Sīwī, Bata, Manda (Munda), Ṭaqa, Lamu (Āmu), Ūzi, Malindi (Malūdi), Uyūmba, Kilifi, Basāsa, Sansibar, Kilwa und Waybu (möglicherweise ein Nebenfluss des Shabelle) gehören zu denjenigen, die den Abgesandten akzeptierten. Gervase Mathew datiert dies auf die Jahre 766–767 und sieht darin eine militärische Expedition.
Im Jahr 804 weigerten sich die Zandsch (Zunūj) (b) dem Buch zufolge, die Kharāj zu zahlen, woraufhin Hārūn einen Emir mit Soldaten gegen sie schickte. Er ersetzte die arabischen Wālīs (Statthalter) durch Perser aus Shīrāz in jedem Dorf von Mogadischu bis Kilwa. Auch in der Patechronik wird erwähnt, dass Hārūn die Perser schickte. Die Perser waren viele Jahre lang loyal, stellten aber noch während der Herrschaft von Hārūn die Entsendung der kharāj ein und begannen während der Miḥna von al-Maʾmūn, als er sich für die Erschaffenheit des Korans einsetzte, einen offenen Aufstand. Die Zandsch (c) schickten ein Manifest nach Bagdad, woraufhin der Kalif eine Armee von 50 000 Mann (die entweder im Irak oder in Ägypten aufgestellt worden war) nach Malindi schickte, wodurch die Anführer der Rebellion veranlasst wurden, in die Nyika (Buschland) zu fliehen. Sie kehrten zurück, als die Armee abzog, zahlten jedoch die ausstehende Kharāj und akzeptierten die Meinung von al-Maʾmūn. Das Buch der Zandsch datiert diese Ereignisse auf die Jahre 837–838, was mit der Regierungszeit von al-Maʾmūn nicht übereinstimmt.
Nach Auffassung von Neville Chittick sind diese Berichte im Buch der Zandsch als Mythen zu betrachten. Archäologische Beweise sprechen nicht für eine umfangreiche arabische oder persische Besiedlung dieser Orte zu einem so frühen Zeitpunkt. Er stellt jedoch fest, dass in Pemba ein Gold-Dinar von Hārūn al-Rashīd aus dem Jahr 798 oder 799 gefunden wurde, der gewöhnlich mit dem Qanbalū aus arabischen Quellen identifiziert wird. Er schlägt vor, dass, wenn die Berichte im Buch der Zandsch einen Bezug zur Geschichte haben, dieser wahrscheinlich in der frühen Ansiedlung von Muslimen an der ostafrikanischen Küste zu finden ist, die mit diesem Münzfund in Verbindung steht. Felix Chami et al. bezweifeln, dass arabische Expeditionen nach Ostafrika nach der von al-Jāḥiẓ aufgezeichneten Expedition stattfanden.